# Rom E-Prix
Der Rom E-Prix ist ein Automobilrennen der FIA-Formel-E-Weltmeisterschaft in Rom, Italien. Es wurde erstmals am 14. April 2018 im Rahmen der FIA-Formel-E-Meisterschaft 2017/18 ausgetragen.

## Geschichte
Der erste Rom E-Prix fand auf dem Circuito cittadino dell’EUR statt. Sam Bird gewann das Rennen vor Lucas di Grassi und André Lotterer. Das zweite Rennen gewann Mitch Evans vor Lotterer und Stoffel Vandoorne.

## Ergebnisse
| Auflage | Jahr    | Strecke                     | Sieger                                         | Zweiter                                     | Dritter                                            | Pole-Position                                  | Schnellste Runde                           |
| ------- | ------- | --------------------------- | ---------------------------------------------- | ------------------------------------------- | -------------------------------------------------- | ---------------------------------------------- | ------------------------------------------ |
| 1       | 2017/18 | Circuito cittadino dell’EUR | Sam Bird (DS Virgin Racing Formula E Team)     | Lucas di Grassi (Audi Sport ABT Schaeffler) | André Lotterer (Techeetah Formula E Team)          | Felix Rosenqvist (Mahindra Racing)             | Daniel Abt (Audi Sport ABT Schaeffler)     |
| 2       | 2018/19 | Circuito cittadino dell’EUR | Mitch Evans (Panasonic Jaguar Racing)          | André Lotterer (DS Techeetah)               | Stoffel Vandoorne (HWA Racelab)                    | André Lotterer (DS Techeetah)                  | Jean-Éric Vergne (DS Techeetah)            |
| 3.1     | 2020/21 | Circuito cittadino dell’EUR | Jean-Éric Vergne (DS Techeetah)                | Sam Bird (Jaguar Racing)                    | Mitch Evans (Jaguar Racing)                        | Stoffel Vandoorne (Mercedes-EQ Formula E Team) | Mitch Evans (Jaguar Racing)                |
| 3.2     | 2020/21 | Circuito cittadino dell’EUR | Stoffel Vandoorne (Mercedes-EQ Formula E Team) | Alexander Sims (Mahindra Racing)            | Pascal Wehrlein (TAG Heuer Porsche Formula E Team) | Nick Cassidy (Envision Virgin Racing)          | Nyck de Vries (Mercedes-EQ Formula E Team) |
| 4.1     | 2021/22 | Circuito cittadino dell’EUR | Mitch Evans (Jaguar TCS Racing)                | Robin Frijns (Envision Racing)              | Stoffel Vandoorne (Mercedes-EQ Formula E Team)     | Stoffel Vandoorne (Mercedes-EQ Formula E Team) | Lucas di Grassi (ROKiT Venturi Racing)     |
| 4.2     | 2021/22 | Circuito cittadino dell’EUR | Mitch Evans (Jaguar TCS Racing)                | Jean-Éric Vergne (DS Techeetah)             | Robin Frijns (Envision Racing)                     | Jean-Éric Vergne (DS Techeetah)                | Robin Frijns (Envision Racing)             |